# Tilapia złota
Tilapia złota (Oreochromis aureus) – gatunek słodkowodnej ryby z rodziny pielęgnicowatych (Cichlidae).

## Systematyka
Takson po raz pierwszy opisany naukowo w 1864 roku przez Franza Steindachnera pod nazwą Chromis aureus. Jako lokalizację holotypu autor wskazał Afrykę Zachodnią.

## Zasięg występowania
Naturalny zasięg to północna Afryka – od dorzecza Senegalu do dolnego Nilu – oraz dorzecze Jordanu. Gatunek introdukowany w wielu regionach (Bliski Wschód, południowo-wschodnia Azja, od Ameryki Południowej do Stanów Zjednoczonych).   

## Opis
Przeciętna długość ciała to 16 cm, ale dorasta do 45,7 cm. Maksymalna stwierdzona masa ciała to 2 kg.
Samce w szacie godowej mają jasną metalicznie niebieską głowę, cynobrowy grzbiet i intensywnie różowy brzeg płetwy ogonowej, podczas gdy samice mają bledsze, bardziej pomarańczowe brzegi płetwy grzbietowej i ogonowej.  
Stosunkowo odporne na niską temperaturę. Zwykle występują w wodach o zakresie 8°–30 °C, tolerując temperaturę do 41 °C. Zasiedla zarówno wody stojące, jak i płynące, także zbiorniki zaporowe. Występuje zarówno w otwartej toni, jak i wśród kamieni i roślinności. Jest słodkowodna, ale znosi wody słonawe.
Odżywiają się głównie fitoplanktonem, rzadziej zooplanktonem. Młodociane osobniki zwykle mają bardziej zróżnicowaną dietę obejmującą zarówno widłonogi i wioślarki, jak i fragmenty bezkręgowców bentosowych. Mogą wykazywać terytorializm, zwłaszcza w okresie rozrodu. Zaobserwowano zachowania odstraszające rywali, łącznie z kąsaniem i walką pyszczkami.
Dojrzałość płciową osiągają w wieku 5–6 miesięcy. Jak inne tilapie są pyszczakami. Tarło zwykle wśród roślinności. Indukowane jest fotoperiodycznie – sygnałem do rozmnażania jest długi dzień. Wymagana jest także temperatura co najmniej 20 °C. Samce wabią żyjące w ławicach samice. Ikra w liczbie od kilkudziesięciu do ok. 100 jaj składana jest do wykopanego przez samca dołka, a po zapłodnieniu pobierana przez samicę do pyska i tam inkubowana. Samica może pomieścić do 2000 jaj. Samice odpływają do głębszych rejonów na czas inkubacji, a samce wabią kolejne partnerki. Wykluwanie następuje po 3 dniach, a czas inkubacji zależny jest od temperatury i trwa od ok. jednego tygodnia do ok. dwóch. Młode wypływają z pyska matki osiągnąwszy długość ok. 1,1 cm i przebywają w jego pobliżu, aby móc się w nim chronić. Opieka matki kończy się po pięciu dniach. 
Mięso tilapii złotej określane jest jako smaczne. Bywa nazywana „rybą św. Piotra”, co ma związek z jej występowaniem w Jeziorze Galilejskim (przy czym nazwą tą mogą być określane też inne gatunki tilapii). Ze względu na możliwość przetrzymywania w pysku nie tylko narybku, ale również drobnych przedmiotów, w tym numizmatów, przypisuje się jej pierwowzór ryby opisanej w relacji cudu odnalezienia monety w pyszczku ryby przez świętego Piotra na polecenie Jezusa.